# Cheniseo
Cheniseo is een geslacht van spinnen uit de familie hangmatspinnen (Linyphiidae).

## Soorten
De volgende soorten zijn bij het geslacht ingedeeld:
- Cheniseo fabulosa Bishop & Crosby, 1935
- Cheniseo faceta Bishop & Crosby, 1935
- Cheniseo recurvata (Banks, 1900)
- Cheniseo sphagnicultor Bishop & Crosby, 1935